# Riz à la noix de coco
Le riz à la noix de coco est un plat préparé en trempant le riz blanc dans du lait de coco ou en le cuisant avec des flocons de noix de coco C'est un plat populaire dans l'Asie du Sud-Est, dans la péninsule indienne, en Amérique centrale, en Amérique du Sud, dans les Caraïbes et en Afrique de l'Est.  

## Asie du Sud-Est

### Birmanie
Dans la cuisine birmane, l'ohn htamin (အုန်းထမင်း  ), comme on appelle le riz cuit au lait de coco, est un plat très répandu, souvent consommé à la place du riz blanc ordinaire. Dans la version la plus élémentaire d'ohn htamin, le riz est cuit à base de lait de coco, accompagné d'échalotes frites et de sel L'ohn htamin est généralement associé à des currys sibyan à la birmane. 

### Indonésie
Le riz cuit au lait de coco est assez courant dans la cuisine indonésienne, chaque région en ayant développé sa propre version. Il est généralement composé de riz blanc, de lait de coco, de gingembre, de graines de fenugrec, de citronnelle et de feuilles de pandan. La recette de riz à la noix de coco la plus répandue en Indonésie est le nasi uduk de Jakarta.  

### Malaisie
Le nasi lemak (lait de coco et feuille de pandan) est la recette de riz à la noix de coco la plus populaire en Malaisie. Il est considéré comme un plat national de ce pays.

### Thaïlande
Dans la cuisine thaïlandaise, le riz sucré à la noix de coco est très populaire en dessert ou en collation sucrée. Il est fait avec du riz gluant, du lait de coco, du sucre, du sel et de l’eau et s'accompagne souvent de tranches de mangue mûre et de crème de noix de coco. En dehors de la saison des mangues, il peut être également consommé avec d'autres fruits.  

## Sous-continent indien

### Inde
En Inde, le riz à la noix de coco (tamil : தேங்் சாதம்) est célèbre dans les régions du sud. En Inde, il est généralement fabriqué à partir de riz basmati et de lait de coco. Il est généralement servi avec des currys.

### Sri Lanka
Au Sri Lanka, le riz à la noix de coco est souvent appelé « riz au lait » ou « bain de kiri ». Il est largement servi à travers le pays lors d'occasions spéciales. Il est accompagné de lunu miris, un lit épicé d'oignons et de sambol avec des piments rouges, des oignons, des tomates, du citron vert et du sel. 

## Amérique latine

### Colombie et Panama

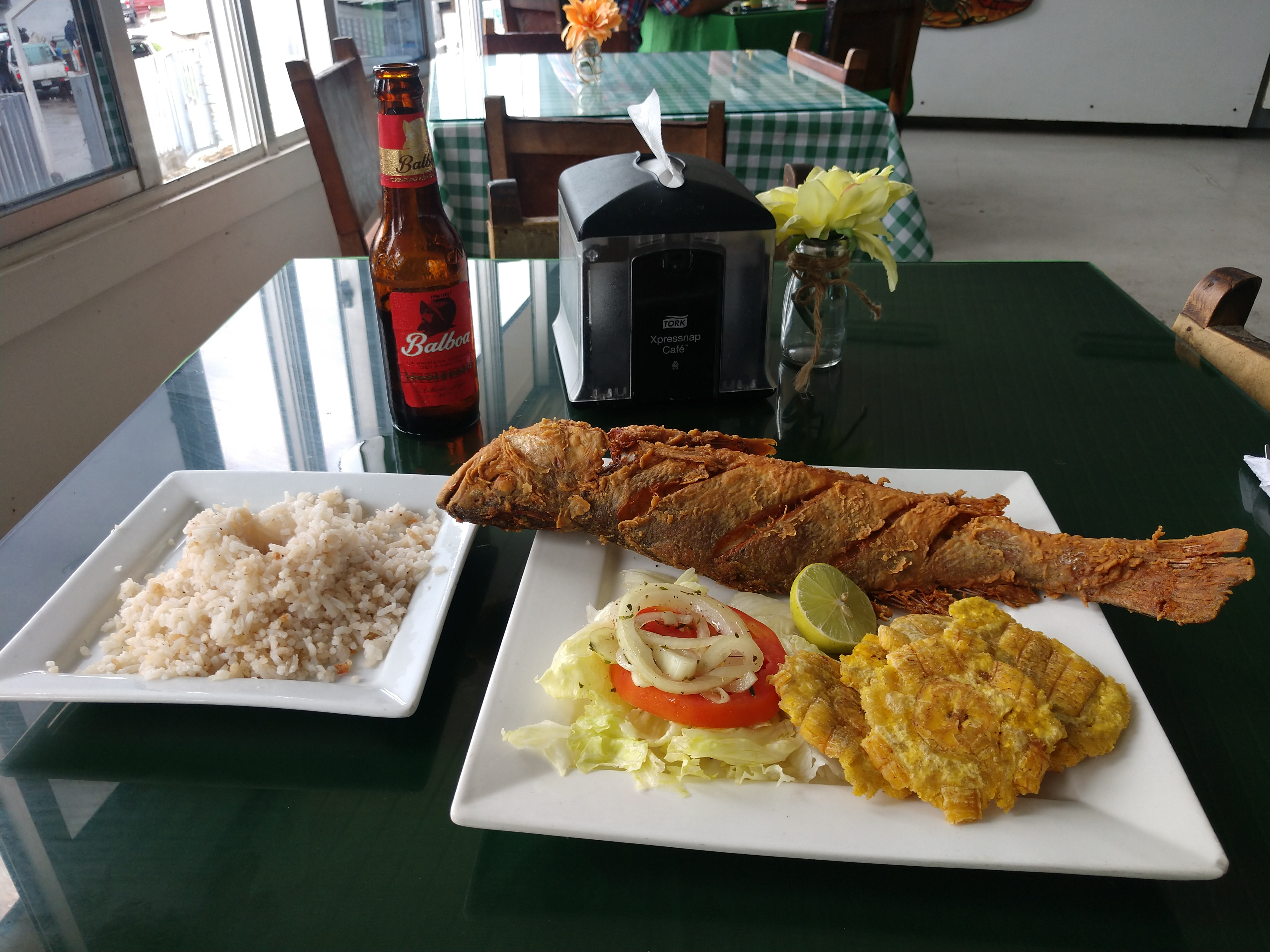
Riz à la noix de coco avec poisson frit et tostones, servi dans un restaurant de Panama City.

Sur la côte caraïbe de la Colombie et du Panama, l’arroz con coco est un plat d’accompagnement typique du poisson. Il est préparé avec du riz blanc cuit à base de lait de coco et combiné avec de la chair de noix de coco râpée, de l'eau, du sel, des raisins secs (facultatif) et du sucre.

### Honduras
Sur la côte caraïbe du Honduras, le riz est traditionnellement cuit avec de l’huile de coco, du lait de coco, de l’ail, des oignons et des haricots rouges ou noirs, formant dès lors un plat consistant appelé « riz et haricots ». Ce plat est particulièrement populaire parmi les Honduriens d'ascendance africaine (garifuna).

### Porto Rico
À Porto Rico, le riz à la noix de coco est généralement servi avec du poisson et des bananes plantains. Le riz est revenu avec de l'huile de noix de coco et du sel, de la noix de coco râpée et du lait de coco sont ensuite ajoutés. Parfois, de l'ail, des oignons, de la coriandre, des raisins secs voire des kumquats sont ajoutés. Le riz est ensuite recouvert d’une feuille de bananier pendant la cuisson. Un autre plat populaire à base de riz à la noix de coco est l'arroz con dulce (dessert au riz à la noix de coco), composé de lait de coco, de crème de noix de coco, de raisins secs, de vanille, de rhum, de sucre, de gingembre et autres épices. Le pudding de riz portoricain est populaire en Colombie, à Cuba et au Venezuela.

## Afrique
Aux Comores (Maele ya Nazi) et à Madagascar, le riz au coco est un mets connu. Il est accompagné avec de la viande et des feuilles de manioc ou du poulet. La noix de coco est très utilisée dans les îles de l’océan indien.

### Nigeria
Au Nigeria, le riz à la noix de coco est élaboré en le cuisant dans du jus de chair de noix de coco râpée. La chair de noix de coco râpée est trempée dans de l'eau chaude puis égouttée pour donner du lait. Le lait peut être ajouté à une base de tomate, telle que celle utilisée pour le riz wolof, ou cuit seul avec le riz.